# Рудакова, Вера Викторовна
Вера Викторовна Рудакова (20 марта 1992 года) — российская легкоатлетка, мастер спорта международного класса.

## Карьера
В 2009 году становится чемпионом мира среди юношей
в беге на 400 метров с барьерами в Больцано (Италия).
В 2010 году выигрывает юниорское первенство России и юниорский чемпионат мира в Монктоне (Канада).  
В 2011 году побеждает на юниорском первенстве России и юниорском чемпионате Европы в Таллине (Эстония).  
В 2012 году побеждает на молодёжном первенстве России.
В 2013 году побеждает на молодёжном чемпионате Европы в Хельсинки (Финляндия).
Бронзовый призёр чемпионата России 2014 года.
Серебряный призёр чемпионата России 2015 года.